# 函館市立深堀中学校
函館市立深堀中学校（はこだてしりつ ふかぼりちゅうがっこう）は、北海道函館市深堀町にある公立中学校である。

## 生徒数
令和6年度
- 204名
- 各学年2クラス、計6学級

## 通学区域
- 金堀10，柏木11～15・26～42，川原，深堀，駒場，広野，湯浜，花園23～42，本通３丁目１・２・14～20 [2]

## 部活動
- 吹奏楽部[3]
- 美術部
- バドミントン部（男・女）
- バレーボール部（女）
- サッカー部
- 卓球部（男・女）
- バスケットボール部（男・女）

## 主な出身者
- 出村ゆかり（函館市議会議員、1981年卒業）[4]
- 池崎大輔（車いすラグビー選手、2年次（1992年）に市立札幌山の手支援学校中学部へ転校）[5]

## 周辺施設
- 函館市立深堀小学校
- 北海道函館聾学校
- 函館大学付属有斗高等学校